# Макухин, Николай Павлович
Николай Павлович Макухин (30 января 1822 — 23 апреля 1893, Севастополь, Таврическая губерния) - русский морской офицер, контр-адмирал с 20.05.1885, участник Крымской войны.

## Биография

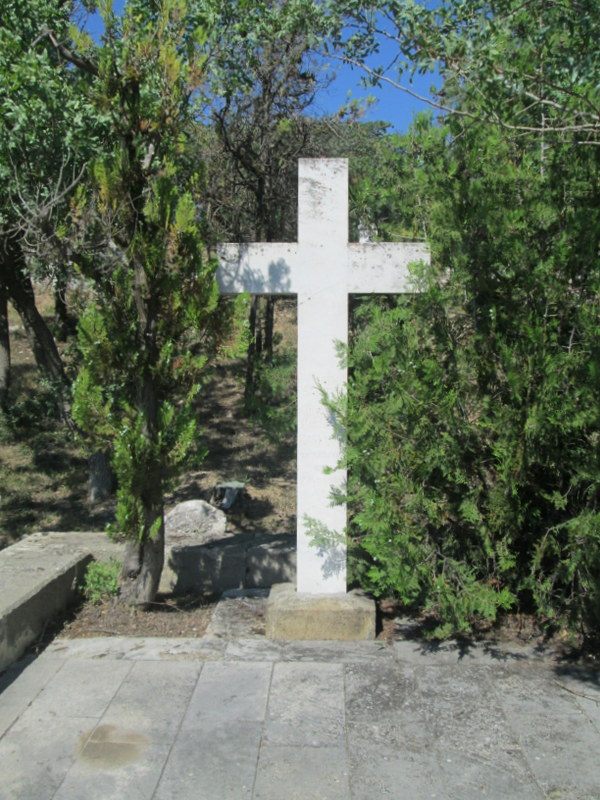
Могила М. П. Макухина на Братском кладбище

В 1849—1850 годах в чине лейтенанта командовал бригом «Меркурий». В период начала Крымской войны и обороны Севастополя служил на линейном корабле «Париж». Участник Синопского сражения. Высочайшим приказом от 18 декабря 1853 года произведен в капитан-лейтенанты: лейтенант 35-го флотского экипажа, старший офицер линейного корабля «Париж» Н. П. Макухин.    
Затем с 1855 года участник обороны Кронштадта.   
Капитан-лейтенант Макухин Николай Павлович 26 ноября 1856 был награждён орденом Святого Георгия IV класса; № 9975.
В 1872 году - капитан 1-го ранга в Черноморском флотском экипаже. В 1877—1885 годах был помощником начальника севастопольского порта. Его севастопольский адрес: Петропавловская, 10.  
Умер 23 апреля 1893 года. Похоронен на Братском кладбище в Севастополе. Могила Н. П. Макухина - ОКН России регионального значения  Объект культурного наследия народов РФ регионального значения. Рег. № 921711262320005 (ЕГРОКН).

## Семья
Жена Наталья Егоровна Макухина, урождённая Калантаева (Колонтаева) (1823? — 1900) — художница, академик портретной живописи.
В письме М. П. Мусоргского, 1879 года, бывшего проездом в Севастополе, отмечалось: «семья эта культурная». В январе 1887 года в доме Макухина была открыта Крымская музыкальная школа, уроки пения в ней давала «бывшая ученица московской консерватории Е. К. Гаркуша». 